# Marian Forma
Marian Forma (nascido em 31 de julho de 1944) é um ex-ciclista polonês. Terminou em segundo lugar na competição Volta à Polónia de 1968.